# Ratpenat papallona de Glen
El ratpenat papallona de Glen (Glauconycteris gleni) és una espècie de ratpenat de la família dels vespertiliònids que es troba al Camerun i a Uganda.